# Hollywood Monsters
Hollywood Monsters è una avventura grafica "punta e clicca" creata dalla Pendulo Studios per Dinamic Multimedia (e in seguito ripubblicato da FX Interactive) nel 1997. Nel 2011 è uscito Hollywood Monsters 2, sebbene non si tratti di un vero e proprio seguito del gioco originale.

## Trama e ambientazione
Due giornalisti del The Quill, Ron Ashman e Sue Bergman, discutono con il capo su chi tra loro dovrà andare a fare delle interviste nella notte di "Hollywood Monsters", alla festa del produttore cinematografico Otto Hannover, dove saranno presenti tutti i mostri più famosi del cinema horror. Il capo decide di mandare sul posto Sue Bergman, che quella sera ha la possibilità di osservare uno strano comportamento da parte di Frankenstein. La giornalista tenta di intervistarlo al riguardo, ma prima che il mostro le possa confidare la scoperta che tanto lo ha spaventato, i due vengono interrotti da dei misteriosi assalitori. 
Il giorno dopo la festa, Sue risulta misteriosamente scomparsa, e toccherà a Ron andare ad investigare alla residenza Hannover.
Lì, il giornalista scoprirà che la sua collega è stata rapita, e che Frankenstein, affinché non possa rivelare ciò che sa, è stato "fatto a pezzi", e le sue parti del corpo sono state nascoste poi nei trofei riservati ai migliori mostri-attori di Hollywood: Dracula, la Mummia e l'Uomo Lupo.
L'avventura ci condurrà quindi, nei panni di Ron Ashman, a visitare varie parti del mondo: l'Egitto, la Scozia, la Transilvania, solo per citarne alcuni. Tra i tantissimi personaggi del cinema horror e non con cui interagire e gli altrettanti enigmi da risolvere, l'obiettivo diventa trovare i pezzi di "Frankie" e ricomporlo, per salvare Sue e svelare l'oscuro intrigo che coinvolge e mette in pericolo le stelle di Hollywood.
L'ambientazione fa riferimento agli anni sessanta del XX secolo e i personaggi cinematografici sono: la creatura di Frankenstein amichevolmente soprannominato Frankie, Dracula, la Mummia, l'Uomo Lupo, il dottor Mosca (il vero nome nel film è Dottor K), L'Uomo Invisibile, Jack lo Squartatore, Quasimodo, Il mostro della laguna nera, il Dottor Mabuse (viene solo menzionato e ricopre il ruolo del medico di fiducia di Dracula), Igor (l'assistente deforme del dottor Frankenstein, famoso al pubblico col nome di Igor anche se nel film del 1931 il suo nome era Fritz). A questi si aggiungono tre mostri-attori di fantasia, non esistenti nella cinematografia: Spencer McDundee (un fantasma scozzese senza testa), Junior il mostro della Fangaia (una sorta di creatura di Frankenstein che pratica spesso autolesionismo) e Vito "Piedi Scalzi" Pastrami (un giocatore di baseball dall'aspetto di una lucertola umanoide).

## Doppiatori italiani
- Giorgio Melazzi: Ron Ashman
- Silvana Fantini: Sue Bergman, Gwendolyn
- Antonio Paiola: Dracula, La Mummia, Gunther Hecker, Marcus Hecker, Narratore, Karl Hecker
- Carlo Bonomi: Frankenstein, Junior, Uomo cieco, Joseph, Igor
- Silvano Piccardi: L'Uomo Lupo, Sig. Kelling, Jerry
- Marco Balzarotti: Otto Hannover, Quazimodo, Uomo invisibile, Dr. julius Karloff, Bruno
- Luca Sandri: Elmer, Suki, Albert, Uomo galante, Aki
- Elda Olivieri: Amesis-Huni, Sherilyn, Gladys
- Davide Garbolino: Dr. Mosca, Orsetto Xavier, Abu, Bambino
- Raffaele Fallica: Charlie Bog, Dr. Frankenstein
- Roberta Gallina: Taffy Davenport, Vanessa, Amanda
- Gianni Quillico: Francois, Spencer McDundee, Graeme McDundee